# Robert Buckland
Sir Robert James Buckland KBE KC (Llanelli, 1968. szeptember 22. –) brit politikus, 2022 júliusa és októbere között Walesért felelős államtitkárként tevékenykedett. Korábban 2019 és 2021 között igazságügyi miniszterként és lordkancellári pozíciót töltött be. A Konzervatív Párt tagja, 2010 óta Dél-Swindon választókerület parlamenti képviselője.
Buckland 2014 és 2019 között Anglia és Wales főügyésze, 2019 májusától júliusig börtönügyekért felelős államminiszter volt.

## Fordítás
Ez a szócikk részben vagy egészben  a   Robert Buckland című angol Wikipédia-szócikk ezen változatának fordításán alapul.  Az eredeti cikk szerkesztőit annak laptörténete sorolja fel. Ez a jelzés csupán a megfogalmazás eredetét és a szerzői jogokat jelzi, nem szolgál a cikkben szereplő információk forrásmegjelöléseként.